# Psammochloa
Genre
Espèce
Psammochloa est un genre de plantes monocotylédones de la famille des Poaceae, originaire d'Asie orientale.
Ce genre comprend une seule espèce (genre monotypique).
Psammochloa villosa est une plante herbacée vivace, xérophyte, psammophile, originaire du désert de Gobi. C'est une plante ressemblant aux espèce du genre Ammophila, bonne fixatrice des dunes sableuses.

## Synonymes
Selon Catalogue of Life (10 août 2016) :
- Ammophila villosa (Trin.) Hand.-Mazz.,
- Arundo villosa Trin.,
- Psammochloa mongolica Hitchc.,
- Timouria mongolica (Hitchc.) Roshev.,
- Timouria villosa (Trin.) Hand.-Mazz.